# Головко, Александр Валентинович
Алекса́ндр Валенти́нович Головко́ (род. 29 января 1964, Днепропетровск, УССР, СССР) — российский военачальник, генерал-полковник (2017). Командующий Космическими войсками — заместитель Главнокомандующего Воздушно-космическими силами с 1 августа 2015 года; Командующий Войсками воздушно-космической обороны (24 декабря 2012 — 1 августа 2015).

## Биография
В 1986 году окончил Харьковское высшее военное командно-инженерное училище ракетных войск имени Маршала Советского Союза Н. И. Крылова. С 1986 по 1998 год проходил службу в должностях инженера отделения, начальника станции, командира роты, начальника отделения, начальника отдела в воинских частях Главного испытательного центра испытаний и управления космическими средствами имени Г. С. Титова.
В 1992 году окончил командный факультет Военной академии им. Ф. Э. Дзержинского. С 1998 года по 2001 год — начальник отдельного командного измерительного комплекса Главного испытательного центра испытаний и управления космическими средствами имени Г. С. Титова.
В 2003 году окончил Военную академию Генерального штаба Вооружённых сил Российской Федерации. С 2003 по 2004 год занимал должность заместителя начальника штаба Космических войск. С 2004 года по 2007 год являлся начальником штаба — первым заместителем начальника Главного испытательного центра испытаний и управления космическими средствами имени Г. С. Титова. В 2007 году назначен начальником этого центра.
23 июня 2011 года назначен начальником 1-го Государственного испытательного космодрома Министерства обороны Российской Федерации и занимал эту должность до декабря 2012 года.
24 декабря 2012 года указом Президента Российской Федерации генерал-майор А. В. Головко назначен командующим Войсками воздушно-космической обороны.
После создания в Вооружённых силах Российской Федерации нового вида войск — ВКС, Указом Президента Российской Федерации от 1 августа 2015 года № 394 генерал-лейтенант Головко назначен Командующим Космическими войсками — заместителем главнокомандующего Воздушно-космическими силами. 10 июня 2017 года присвоено воинское звание генерал-полковник.
Член редакционной коллегии журнала «Военная мысль». Член наблюдательного совета «Роскосмоса» с 2024 года.

## Награды
- Орден «За заслуги перед Отечеством» 2 степени
- Орден «За заслуги перед Отечеством» 3 степени[7][8]
- Орден «За заслуги перед Отечеством» 4 степени;
- Орден «За военные заслуги»;
- Медаль ордена «За заслуги перед Отечеством» I и II степени;
- Медали Российской Федерации;
- Медали СССР;
- Медали Минобороны России.